# The Man Who Saw Tomorrow
The Man Who Saw Tomorrow é um filme documentário de 1981 sobre as profecias do apotecario, astrólogo e alquimista francês Michel de Nostredame, conhecido como Nostradamus. É dirigido por Robert Guenette, roteiro de Robert Guenette e Alan Hopgood e é apresentado e narrado por Orson Welles. Este documentário é considerado tendencioso e reflete tão somente a crença do autor e tal como acontece com a maioria das publicações de suas obras, não há previsões cientificamente testáveis diretamente incluídos neste filme, apenas sugestões e alusões.

## As profecias encaixadas
- A acidental morte do Rei Henrique II de França (1559).
- A Revolução Francesa (1789-1815).
- A ascensão e a queda de Napoleão Bonaparte (1799-1815).
- A Guerra da Independência dos Estados Unidos da América (1775-1783).
- O assassinato do Presidente dos Estados Unidos Abraham Lincoln (1865).
- A ascensão e a queda de Adolf Hitler.
- A segunda guerra mundial (1939–1945).
- O Holocausto.
- Os bombardeios atômicos sobre as cidades japonesas de Hiroshima e Nagasaki (1945).
- A teoria da conspiração sobre o assassinato do Presidente dos Estados Unidos John F. Kennedy (1963).
- O assassinato de Robert F. Kennedy (1968).
- A década de 1980 poderia ser o momento de Edward Kennedy concorrer a Presidência dos Estados Unidos, após o incidente Chappaquiddick (1969).
- A Revolução Iraniana (1979).
- Invenções e avanços tecnológicos.
- Um forte terremoto atinge Los Angeles (1988).
- Um "rei do terror", usando um turbante azul levaria a Arábia à ascensão e com o auxílio da Rússia levará o mundo a terceira grande guerra, contra os países ocidentais (após um ataque nuclear a cidade de Nova York), incluindo os Estados Unidos, a Grã-Bretanha e a França (1999).
- A terceira guerra mundial duraria 27 anos com a derrota do Anticristo, seguido por mil anos de paz.
- O fim do mundo seria o ano de 3797.